# Cléry-Saint-André
Cléry-Saint-André – miejscowość i gmina we Francji, w Regionie Centralnym, w departamencie Loiret.
Według danych na rok 1990 gminę zamieszkiwało 2506 osób, a gęstość zaludnienia wynosiła 138 osób/km² (wśród 1842 gmin Regionu Centralnego Cléry-Saint-André plasuje się na 148. miejscu pod względem liczby ludności, natomiast pod względem powierzchni na miejscu 737.).

## Historia
- 1280 – odkrycie figurki Madonny, które dało początek pielgrzymkom przez kolejne 200 lat.

## Zabytki
- Bazylika Notre-Dame – pierwszy kościół zniszczony podczas wojny stuletniej, odbudowany przez Ludwika XI w podzięce Matce Boskiej z Cléry za zwycięstwo w bitwie pod Dieppe. Ludwik XI został pochowany w kaplicy kościelnej. Jego nagrobek został zniszczony przez protestantów i odnowiony później na polecenie Ludwika XIII. Najstarszym zachowanym elementem kościoła jest kwadratowa wieża z XIV wieku.